# Terry Yorath
Terry Yorath, né le 27 mars 1950 à Cardiff (pays de Galles), est un footballeur gallois, qui évoluait au poste de milieu de terrain à Leeds United et en équipe du pays de Galles. Après sa carrière de joueur, il est devenu entraîneur.
Yorath a marqué deux buts lors de ses cinquante-neuf sélections avec l'équipe du pays de Galles entre 1970 et 1981.
Sa fille, Gabby Logan (en), ancienne gymnaste, est une animatrice de télévision britannique.

## Palmarès

### En équipe nationale
- 59 sélections et 2 buts avec l'équipe du pays de Galles entre 1970 et 1981.

### Avec Leeds United
- Vainqueur de la Coupe des villes de foires en 1968 et 1971.
- Vainqueur du Championnat d'Angleterre de football en 1969 et 1974.
- Vainqueur de la Coupe d'Angleterre de football en 1972.
- Vainqueur de la Coupe de la Ligue anglaise de football en 1968.
- Vainqueur du Charity Shield en 1969.
- Finaliste de la Ligue des champions de l'UEFA en 1975.
- Finaliste de la Coupe d'Europe des vainqueurs de coupe de football en 1973.
- Finaliste de la Coupe des villes de foires en 1967
- Vice-Champion du Championnat d'Angleterre de football en 1970, 1971 et 1972.
- Finaliste de la Coupe d'Angleterre de football en 1970 et 1973.

### Avec Tottenham Hotspur
- Vainqueur de la Coupe d'Angleterre de football en 1981.

### Avec Bradford City
- Vainqueur du Championnat d'Angleterre de football D3 en 1969.

## Carrière d'entraîneur
- 1986-1989 : Swansea City
- 1988-1993 :  Pays de Galles
- 1989-1990 : Bradford City
- 1990-1991 : Swansea City
- 1994-1995 : Cardiff City
- 1995-1997 :  Liban
- 2001-2002 : Sheffield Wednesday
- 2008- : Margate

### Avec Swansea City
- Vainqueur de la Coupe du pays de Galles de football en 1989 et 1991.